# آفرودیت (فیلم)
آفرودیت (انگلیسی: Aphrodite) فیلمی است که در سال ۱۹۸۲ منتشر شد. از بازیگران آن می‌توان به هورست بوخهولتس، دلیا بوکاردو و کاپوسین اشاره کرد.